# Danny Kortchmar
Danny "Kootch" Kortchmar (6 de abril de 1946) es un guitarrista, músico de sesión, y compositor estadounidense. Es conocido por sus colaboraciones con muchos cantautores de la década de 1970, como Carole King, Carly Simon y James Taylor y durante la siguiente década, con Linda Ronstadt y Don Henley.

## Discografía
- Sweet Baby James (1970) - James Taylor
- Tapestry  (1971) - Carole King
- Mud Slide Slim and the Blue Horizon (1971) - James Taylor
- One Man Dog (1972) - James Taylor
- Monkee Grrip  (1974) -  Bill Wyman
- Thoroughbred (1975) - Carole King
- Stone Alone (1976) -  Bill Wyman
- Flag (1979) - James Taylor

### En solitario
- 1973 Kootch (Warner Bros.)
- 1980 Innuendo (Asylum)